# Koryū
Koryū (em japonês:  古流, koryū, lit. «estilo antigo» ou «tradição antiga»), também referido como kobudo (古武道, kobudō), é uma denominação genérica aos estilos de artes marciais tradicionais japonesas, que foi utilizada e criada pelos samurais, fundadas anteriormente à Restauração Meiji.
Durante o Xogunato Tokugawa, existiam centenas de estilos, mas com a Restauração Meiji e a adoção de métodos de guerra ocidentais, ocorreu um declínio acentuado do chamado koryū.
Entretanto, vários estilos de koryû sobreviveram e são praticadas até hoje no Japão e em todo o mundo, mantendo-se essencialmente as mesmas tradições e treinos de outrora.

## Koryu e gendai budô
Gendai budô (現代武道) é o nome dado às artes marciais pós Restauração Meiji, como o kendô, iaidô, aikido e judô.
A principal diferença é a origem, tanto em termos da época da criação, quanto em termos de finalidade. Um estilo de koryû era costumeiramente fundado em função de lutas reais, onde o fundador sobrevivia a uma luta de vida ou morte e, com base nas técnicas utilizadas na luta, desenvolvia o estilo. Posteriormente, adicionou-se influências mais filosóficas, com influência notável do confucionismo, taoísmo e o zen budismo.
Além disso, muitos koryû eram Sôgô bujutsu (総合武術), compreendendo técnicas com diferentes armas (incluindo técnicas de luta corporal). A especialização dos estilos é um fenômeno relativamente recente, ocorrendo há aproximadamente 400 anos, com o surgimento do Xogunato Tokugawa.
Por outro lado, o gendai budô teve origens baseadas em diretrizes educacionais (caso do kendô, iaidô, kyûdô e judô) ou foi fruto de experiências de caráter mais esotérico durante a prática de artes marciais (caso do aiquidô e do kyudô de Awa Kenzô). As artes classificadas com gendai budô são todas provenientes de artes ditas koryû, mas foram reorganizadas de forma a atender os seus respectivos propósitos. Deve-se ressaltar também que o gendai budô teve uma ênfase bastante grande no desenvolvimento interior do praticante, apesar de ter sido largamente utilizado nas guerras Russo-Japonesa, Sino-Japonesa e na Segunda Guerra Mundial.

## Atualidade
Nos dias atuais, não há muito sentido falar que as artes marciais classificadas como koryu possuem tanta importância prática como no Japão feudal.
Entretanto, existem três aspectos a serem considerados:
1. As técnicas em si ainda mantém a sua letalidade, podendo em casos específicos ainda serem utilizados; outros conhecimentos também podem ser adaptados para o mundo moderno;
2. As tradições seculares que estão presentes em tais artes são um patrimônio cultural a ser preservado;
3. O processo de ensinamento e desenvolvimento interior do praticante são fatores que devem ser percebidos, embora o caráter extremamente não-ortodoxo e pouco trivial do treinamento faça com que poucas pessoas na atualidade estejam realmente aptas a treinarem como era o treino antigamente.